# Mendota Bridge
 (janvier 2021).
Le Mendota Bridge est un pont routier américain reliant Fort Snelling à Mendota Heights, dans le Minnesota. Ce pont en arc permet le franchissement du Minnesota par la Minnesota State Highway 55 et la Minnesota State Highway 62. Construit en 1926, il est inscrit au Registre national des lieux historiques depuis le 1er décembre 1978.